# Avon Championships of Los Angeles 1982
L'Avon Championships of Los Angeles 1982 è stato un torneo di tennis giocato sul sintetico indoor. È stata la 9ª edizione del torneo, che fa parte del WTA Tour 1982. Si è giocato a Los Angeles negli Stati Uniti, dal 1° al 7 marzo 1982.

## Campionesse

### Singolare
Mima Jaušovec ha battuto in finale  Sylvia Hanika con il punteggio di 6–2, 7–6(4)

### Doppio
Kathy Jordan /  Anne Smith hanno battuto in finale  Barbara Potter /  Sharon Walsh con il punteggio di 6–3, 7–5